# عملية تمشيط المحارب
عملية اكتساح المحارب Operation Warrior Sweep كانت عملية نفذت عام 2003 في الحرب في أفغانستان. وقد شملت العملية نشر نحو ألف جندي من الجيش الوطني الأفغاني، إلى جانب قوات التحالف بقيادة الولايات المتحدة، في 20 يوليو 2003 في منطقة وادي زورمات وجبال أيوبخيل التي يبلغ ارتفاعها 3260 متراً في مقاطعة باكتيا الجنوبية في أفغانستان. وجاءت العملية ردا على تقارير استخباراتية تشير إلى وجود بعض عناصر طالبان والقاعدة نشطين في المنطقة. وكانت هذه أول عملية قتالية كبرى للقوات الأفغانية. تم الانتهاء من العملية في منتصف شهر سبتمبر.
بحلول 29 يوليو تم نقل جنود من الفرقة المحمولة جواً 82 بواسطة طائرات هليكوبتر شينوك CH-47 للمساعدة في العملية. عثرت قوات التحالف على عشرات القنابل اليدوية ومتفجرات بلاستيكية من نوع سي-4 وصندوق ديناميت وأكثر من عشرين قذيفة صاروخية وصندوق قذائف مضادة للطائرات ومئات من عيار 7.62. ملم وطلقات مسدس.
ولم تتم مواجهة أي مسلحين من طالبان أو تنظيم القاعدة. تمكنت قوات التحالف بقيادة الولايات المتحدة من إزالة نقاط التفتيش غير القانونية من عدد من الطرق الرئيسية، بما في ذلك الطريق الرئيسي المؤدي من جارديز إلى خوست. قام الجيش الأفغاني بتأمين الطريق المؤدي إلى زورمات.
عندما وصلت القوات الأمريكية إلى قرية أتل محمد، قام السكان بإخفاء مصاحفهم وبعض الأشياء الدينية الأخرى. وكانوا يخشون أن يقتلهم الجنود الأميركيون إذا اكتشفوا أنهم مسلمون. وأوضح الجنود الأميركيون لأهالي القرية أن الأمر ليس كذلك. وفي منتصف سبتمبر، مع اقتراب العملية من نهايتها، اكتشفت قوات من الولايات المتحدة وإيطاليا ورومانيا وأفغانستان عدداً من الكهوف والمخابئ السرية التي تحتوي على أكثر من عشرين ألف قطعة من الذخائر.